# 運動時心血管的調節
運動初期心血管的適應是相當快速的,在肌肉收縮後一秒內,增加交感神經對心臟的刺激或是迷走神經對心臟刺激的撤退,在同一時間內骨骼肌內小動脈神經舒張,此外較少活動的區域內的血管阻力的反射增加,最終造成全身心輸出量增加,以確保血流流經全身並足夠供給所需